# Alexander Crever Abbott
Alexander Crever Abbott (* 26. Februar 1860 in Baltimore, Maryland; † 11. September 1935 in Waquoit, Massachusetts) war ein US-amerikanischer Hygieniker und Bakteriologe.

## Leben
Alexander Crever Abbott besuchte das Baltimore City College, studierte dann an der University of Maryland und erlangte 1884 den akademischen Grad eines Doktors der Medizin. In der Folge wurde er 1885 Assistent von William Henry Welch an der Johns Hopkins University und bildete sich 1886–89 bei einem Aufenthalt in Deutschland bei Max von Pettenkofer in München und Robert Koch in Berlin weiter. Als Assistent der Hygiene und Bakteriologie fungierte er dann bis 1891 an der Johns Hopkins University und von 1891 bis 1896 an der University of Pennsylvania in Philadelphia. An letzterem Institut war er anschließend als Nachfolger von John Shaw Billings von 1896 bis zu seiner Emeritierung im Jahr 1928 als Professor für Hygiene und Bakteriologie beschäftigt, doch ruhte diese Lehrtätigkeit während der Spätphase des Ersten Weltkriegs, als er 1917–18 als Sanitätsoffizier Militärdienst versah. Seit 1897 war er gewähltes Mitglied der American Philosophical Society. Seine letzten Lebensjahre wohnte er auf der Halbinsel Cape Cod in Massachusetts. Er starb 1935 im Alter von 75 Jahren.
Abbott verfasste die Werke Principles of Bacteriology (Philadelphia 1892; mehrere Auflagen) und The Hygiene of Transmissible Diseases (ebd. 1899). Mit seiner Gattin Georgina Osler, einer Nichte des kanadischen Mediziners William Osler, hatte er einen Sohn, William Osler Abbott (* 1902; † 1943), der ebenfalls Arzt wurde.